# Auf der Brake
Auf der Brake ist eine Hofschaft in Halver im Märkischen Kreis im Regierungsbezirk Arnsberg in Nordrhein-Westfalen (Deutschland).

## Lage und Beschreibung
Auf der Brake liegt auf 390 Meter über Normalnull südlich des Halveraner Hauptortes auf der Wasserscheide zwischen den Flusssystemen der Ennepe und der Wupper. Der Ort liegt nördlich der Landesstraße L284 nahe dem größeren Anschlag. Weitere Nachbarorte sind Kückelhausen, Sondern, Schlade und Ehberg. Südlich vom Ort erhebt sich eine Anhöhe mit 412,7 Meter über Normalnull, nördlich fließt ein Zufluss der Ennepe an dem Orts vorbei.

## Geschichte
Auf der Brake wurde erstmals 900 und 1050 urkundlich erwähnt, die Entstehungszeit der Siedlung wird aber für den Zeitraum zwischen 693 und 772 während der sächsisch-fränkischen Grenzauseinandersetzungen vermutet. Somit gehört Auf der Brake zu den frühen Siedlungen in Halver.
1818 lebten acht Einwohner im Ort. Laut der Ortschafts- und Entfernungs-Tabelle des Regierungs-Bezirks Arnsberg wurde Auf der Brake als Kotten kategorisiert und besaß 1838 eine Einwohnerzahl von 20, allesamt evangelischen Glaubens. Der Ort gehörte zu dieser Zeit der Bommerter Bauerschaft innerhalb der Bürgermeisterei Halver an und besaß ein Wohnhaus und ein landwirtschaftliches Gebäude.
Das Gemeindelexikon für die Provinz Westfalen von 1887 gibt eine Zahl von 16 Einwohnern an, die in einem Wohnhaus lebten.
Südlich von Auf der Brake verlief auf der Trasse der heutigen Landesstraße L284 eine Altstraße von Schwelm über Radevormwald nach Wegerhof vorbei, die als Eisen- und Kohlenstraße genutzt wurde. Aus diesem Grund finden sich im Waldgebiet Bommert Hohlwegbündel und den Weg sperrende Landwehren. Nördlich des Orts verlief auf der Trasse der Wuppertalbahn eine Altstraße von Köln über Wipperfürth, Halver, Lüdenscheid, Werdohl und Arnsberg nach Soest vorbei, ein bedeutender frühmittelalterlicher (nach anderen Ansichten bereits vorgeschichtlicher) Handels-, Pilger- und Heerweg.